# サッポロ一番みそラーメン
サッポロ一番みそラーメン（サッポロいちばん みそラーメン）は、サンヨー食品から製造・販売されている袋麺、およびカップ麺などのインスタント食品である。
2018年9月1日に発売開始から50周年を迎えた。

## 概要
1968年9月1日に「サッポロ一番」ブランドの2番目のシリーズとして、「サッポロ一番しょうゆ味」に続いて発売された袋麺タイプのインスタントラーメンであり、同社のサッポロ一番ブランドの即席麺シリーズを代表するロングセラー商品として親しまれている。袋麺は2000年2月と2013年9月にリニューアルされた。また、2013年の時にはパッケージもアルミ包材へ更新された。1998年11月からは「サッポロ一番みそラーメン」誕生30周年を記念して、薬味としてフリーズドライの野菜が添付された「サッポロ一番 みそラーメンどんぶり」が日本全国向けに販売され、こちらも2013年2月に一度リニューアルされている。1999年1月からは「サッポロ一番 みそラーメン ミニどんぶり」も日本全国向けに販売され、こちらも2012年3月にリニューアルされている。2011年9月からは縦型で大きなカップめん「サッポロ一番 みそラーメン　タテビッグ」がコンビニエンスストア向けに販売されている。2014年2月には、「サッポロ一番 みそラーメン　タテビッグ」のリニューアル版で、「サッポロ一番 みそラーメン」のスープにとろみをつけ、別添の「仕上げの小袋（特製濃厚味噌ダレ）」を加えることで、味わい深い濃厚な「みそラーメン」が味わえる「サッポロ一番 こってりみそラーメン タテビッグ」が発売されていた。2007年9月からは、「サッポロ一番 みそラーメン」にコチュジャンと豆板醤を加えた「サッポロ一番 ピリ辛みそラーメン チゲ風5個パック」が発売されていたが、これに代わり2014年9月からは、「サッポロ一番 みそラーメン」のスープに赤唐辛子とラー油を加えて辛口に仕上げた「サッポロ一番みそラーメン 辛口ラー油仕上げ 5個パック」と「サッポロ一番みそラーメン 辛口ラー油仕上げ どんぶり」、さらに「サッポロ一番みそラーメン 辛口ラー油仕上げ 5個パック」の3倍量の唐辛子をスープに加えた「サッポロ一番みそラーメン 辛口ラー油仕上げ 辛さ3倍！ タテビッグ」がそれぞれ期間限定商品として発売された。なお、2015年10月5日より煮込みラーメン鍋用に専用開発した期間限定の横展開商品として「サッポロ一番みそラーメンが鍋になりました 鍋スープ & 〆（しめ）のラーメンセット」が発売された。
CMのサウンドロゴは淡野圭一が作曲した。

## 味（袋麺）
まだ、みそ味のラーメンが全国的には知られていなかった当時、社長が札幌の日本初の味噌ラーメンと出会い、開発にとりかかったとされる。スープはポークをベースに赤味噌をはじめ数種類の味噌をブレンドされている。麺はラードが使用されているのがサッポロ一番袋麺シリーズの共通の特徴。その上、スープに合うよう味ごとに異なる麺を使用しており、みそラーメンではみそを練りこみ、断面は楕円のもちっとしたしなやかな食感とある。さらに別添の「七味スパイス」が味わいを引き締める。
発売45周年にあたり味に若干の改良を加えている。粉末スープに使われる味噌を7種類のブレンドから8種類に増やし、麺にもその味噌を練り込んだ。「七味スパイス」もグレードアップしたという。

## 種類
- サッポロ一番 みそラーメン（袋麺）：内容量100g（麺90g含む）
- サッポロ一番 みそラーメン 辛口ラー油仕上げ 5個パック（袋麺）：内容量520g（麺450g含む）
- サッポロ一番 みそラーメン どんぶり：内容量81g（麺65g含む）
- サッポロ一番 みそラーメン ミニどんぶり：内容量47g（麺30g含む）
- サッポロ一番 みそラーメン 辛口ラー油仕上げ どんぶり：内容量83g（麺65g含む）
- サッポロ一番 サッポロ一番 みそラーメン 辛口ラー油仕上げ 辛さ3倍！ タテビッグ：内容量102g（麺72g含む）
- サッポロ一番 サッポロ一番 みそラーメンが鍋になりました 鍋スープ & 〆（しめ）のラーメンセット：内容量284g（麺80g×2含む）